# MY BEST THANKS
《MY BEST THANKS》는 일본의 여가수 나카모리 아키나(中森明菜)의 세 번째 미니 음반으로 1985년 12월 21일에 발매하였다. (LP: L-4101) 3곡으로 구성되어 있으며 이 중 〈예감〉은 스튜디오 음반 《BITTER AND SWEET》에 수록되었던 곡이고 〈Don't Tell Me this is Love〉는 인도계 영국인 송라이터 BIDDU가 작사와 작곡을 담당하였다.
이 음반은 1985년 12월 30일, 오리콘 주간 LP 차트에 1위로 처음 등장하였고, 이어 1986년 1월 20일까지 총 4주 연속 1위를 달성하였다. 이어서 16주간 LP 차트 톱100에 머물러 있었다. 재발매판 역시 1989년 1월 2일에 70위로 다시 올라와 4주 동안 톱100의 순위권을 유지하였다.

## 수록곡
| #            | 제목                                                  | 작사          | 작곡          | 편곡            | 재생 시간 |
| ------------ | ----------------------------------------------------- | ------------- | ------------- | --------------- | --------- |
| 1.           | 〈〈흔한 풍경〉(ありふれた風景 아리후레타후케이[*])〉 | 코사카 아키코 | 코사카 아키코 | 이노우에 아키라 | 4:36      |
| 2.           | 〈〈예감〉(予感 요칸[*])〉                            | 아스카 료     | 아스카 료     | 시이나 카즈오   | 4:08      |
| 3.           | 〈〈Don't Tell Me this is Love〉〉                    | BIDDU         | BIDDU         | 사토 쥰         | 4:18      |
| 총 재생 시간 | 총 재생 시간                                          | 총 재생 시간  | 총 재생 시간  | 총 재생 시간    | 13:02     |